# Zastawie (Bełżyce)
Zastawie – część miasta Bełżyce w Polsce położona w województwie lubelskim, w powiecie lubelskim.
Dawniej samodzielna wieś. 1 stycznia 1958 stało się częścią Bełżyc, w związku z przekształceniem gromady Bełżyce (do której Zastawie przynależało od 1954 roku) w miasto. Obecnie stanowi sołectwo. Sołtysem jest Małgorzata Kamińska.
W latach 1975–1998 miejscowość należała administracyjnie do województwa lubelskiego.
Zastawie od reszty miasta oddziela staw. Prawdopodobnie od tego pochodzi ta nazwa. Zastawie leży przy ulicy Kopernika.